# Журавльова Євгенія Олександрівна
Євгенія Олександрівна Журавльова (нар. 11 вересня 1924, місто Ржев, тепер Тверської області, Російська Федерація) — українська радянська діячка, заступник головного лікаря з медичної частини санаторію імені Боброва міста Алупки Кримської області. Депутат Верховної Ради СРСР 8—10-го скликань.

## Біографія
Народилася в родині робітника.
На початку німецько-радянської війни була евакуйована до села Троїцького Троїцького району Чкаловської (Оренбурзької) області, де закінчила десять класів середньої школи. Працювала в Троїцькому районному відділі народної освіти Чкаловської області.
У 1943 році переїхала до міста Ташкента, де поступила в медичний інститут. У 1943—1949 роках — студентка Ташкентського медичного інституту. У 1949 році була направлена на роботу до Кримської області.
У 1950—1952 роках — лікар-фтізіатр (лікар-ординатор) санаторію «Гірська здравниця» Кримської області. У 1952—1955 роках — лікар-фтізіатр санаторію імені Дзержинського Кримської області.
У 1955—1962 роках — лікар-рентгенолог, у 1962—1964 роках — завідувач відділення дитячого кістково-туберкульозного санаторію імені професора Боброва міста Алупки Кримської області.
З 1964 року — заступник головного лікаря з медичної частини дитячого кістково-туберкульозного санаторію імені професора Боброва міста Алупки Кримської області.
Потім — на пенсії в місті Сімферополі АР Крим.

## Нагороди
- орден Леніна[джерело?]
- медаль «За доблесну працю. В ознаменування 100-річчя з дня народження Володимира Ілліча Леніна»[джерело?]
- медалі[джерело?]
- знак «Відмінник охорони здоров'я СРСР»[джерело?]